# Klaus Kröll
Klaus Kröll (ur. 24 kwietnia 1980 w Öblarn) – austriacki narciarz alpejski, trzykrotny medalista mistrzostw świata juniorów oraz zdobywca Małej Kryształowej Kuli Pucharu Świata.

## Kariera
Po raz pierwszy na arenie międzynarodowej Klaus Kröll pojawił się 2 grudnia 1995 roku w Annaberg, gdzie w zawodach Citizen Race w slalomie nie ukończył drugiego przejazdu. W 1999 roku wystartował na mistrzostwach świata juniorów w Pra Loup, zdobywając złoty medal w zjeździe. Wyprzedził tam dwóch rodaków: Kurta Engla oraz Thomasa Graggabera. Na rozgrywanych rok później mistrzostwach świata juniorów w Québecu zwyciężył w supergigancie, a w biegu zjazdowym był drugi za Graggaberem.
W zawodach Pucharu Świata zadebiutował 8 stycznia 2000 roku w Chamonix, zajmując 30. miejsce w zjeździe. Tym samym już w swoim debiucie wywalczył pierwsze pucharowe punkty. Na podium zawodów tego cyklu po raz pierwszy stanął 14 grudnia 2002 roku w Val d’Isère, kończąc zjazd na drugiej pozycji. W zawodach tych rozdzielił na podium dwóch innych Austriaków: Stephana Eberhartera oraz Andreasa Schifferera. W kolejnych latach wielokrotnie plasował się na podium, w tym 23 stycznia 2009 roku w Kitzbühel odniósł swoje pierwsze pucharowe zwycięstwo, wygrywając supergiganta. Najlepsze wyniki osiągnął w sezonie 2011/2012, kiedy zajął siódmą pozycji w klasyfikacji generalnej, a w klasyfikacji zjazdu wywalczył Małą Kryształową Kulę. W klasyfikacji zjazdy był też drugi w sezonach 2008/2009 i 2012/2013 oraz trzeci w sezonie 2010/2011.
W 2006 roku wystartował w zjeździe na igrzyskach olimpijskich w Turynie, kończąc rywalizację na 22. pozycji. Wynik ten powtórzył podczas igrzysk w Soczi w 2014 roku, a na rozgrywanych w międzyczasie igrzyskach olimpijskich w Vancouver był dziewiąty. Był też między innymi czwarty w zjeździe na mistrzostwach świata w Schladming w 2013 roku. Walkę o medal przegrał tam z Francuzem Davidem Poissonem o 0,38 sekundy.

## Osiągnięcia

### Igrzyska olimpijskie
| Miejsce | Dzień     | Rok  | Miejscowość | Konkurencja | Czas biegu  | Strata  | Zwycięzca        |
| ------- | --------- | ---- | ----------- | ----------- | ----------- | ------- | ---------------- |
| 22.     | 12 lutego | 2006 | Turyn       | Zjazd       | 1:48,80 min | +2,11 s | Antoine Dénériaz |
| 9.      | 15 lutego | 2010 | Vancouver   | Zjazd       | 1:54,31 min | +0,56 s | Didier Défago    |
| 22.     | 9 lutego  | 2014 | Soczi       | Zjazd       | 2:06,23 min | +2,27 s | Matthias Mayer   |

### Mistrzostwa świata
| Miejsce | Dzień     | Rok  | Miejscowość | Konkurencja | Czas biegu  | Strata  | Zwycięzca          |
| ------- | --------- | ---- | ----------- | ----------- | ----------- | ------- | ------------------ |
| 10.     | 4 lutego  | 2009 | Val d’Isère | Supergigant | 1:19,41 min | +1,79 s | Didier Cuche       |
| 9.      | 7 lutego  | 2009 | Val d’Isère | Zjazd       | 2:07,01 min | +1,60 s | John Kucera        |
| 11.     | 12 lutego | 2011 | Ga-Pa       | Zjazd       | 1:58,41 min | +2,17 s | Erik Guay          |
| 4.      | 9 lutego  | 2013 | Schladming  | Zjazd       | 2:01,32 min | +1,35 s | Aksel Lund Svindal |

### Mistrzostwa świata juniorów
| Miejsce | Dzień     | Rok  | Miejscowość | Konkurencja | Czas biegu  | Strata  | Zwycięzca        |
| ------- | --------- | ---- | ----------- | ----------- | ----------- | ------- | ---------------- |
| 1.      | 10 marca  | 1999 | Pra Loup    | Zjazd       | 1:08,50 min | -       | -                |
| DSQ     | 11 marca  | 1999 | Pra Loup    | Supergigant | 1:11,87 min | -       | Manfred Gstatter |
| 2.      | 21 lutego | 2000 | Québec      | Zjazd       | 1:10,77 min | +0,08 s | Thomas Graggaber |
| 1.      | 22 lutego | 2000 | Québec      | Supergigant | 1:15,69 min | -       | -                |

### Puchar Świata

#### Miejsca w klasyfikacji generalnej
- sezon 1999/2000: 134.
- sezon 2000/2001: -
- sezon 2001/2002: 33.
- sezon 2002/2003: 27.
- sezon 2003/2004: 29.
- sezon 2004/2005: 46.
- sezon 2005/2006: 32.
- sezon 2006/2007: 48.
- sezon 2007/2008: 41.
- sezon 2008/2009: 12.
- sezon 2009/2010: 35.
- sezon 2010/2011: 10.
- sezon 2011/2012: 7.
- sezon 2012/2013: 12.
- sezon 2013/2014: 43.
- sezon 2014/2015: 64.
- sezon 2015/2016:

#### Zwycięstwa w zawodach
1. Kitzbühel – 23 stycznia 2009 (supergigant)
2. Kvitfjell – 7 marca 2009 (zjazd)
3. Wengen – 15 stycznia 2011 (zjazd)
4. Chamonix – 3 lutego 2012 (zjazd)
5. Kvitfjell – 2 marca 2012 (supergigant)
6. Kvitfjell – 3 marca 2012 (zjazd)

#### Pozostałe miejsca na podium w zawodach
1. Val d’Isère – 14 grudnia 2002 (zjazd) – 2. miejsce
2. Garmisch-Partenkirchen – 28 stycznia 2006 (zjazd) – 2. miejsce
3. Kvitfjell – 29 lutego 2008 (zjazd) – 3. miejsce
4. Bormio – 28 grudnia 2008 (zjazd) – 2. miejsce
5. Kitzbühel – 24 stycznia 2009 (zjazd) – 3. miejsce
6. Kvitfjell – 6 marca 2010 (zjazd) – 3. miejsce
7. Chamonix – 29 stycznia 2011 (zjazd) – 3. miejsce
8. Kvitfjell – 12 marca 2011 (zjazd) – 2. miejsce
9. Kvitfjell – 13 marca 2010 (supergigant) – 2. miejsce
10. Beaver Creek – 2 grudnia 2011 (zjazd) – 3. miejsce
11. Bormio – 29 grudnia 2011 (zjazd) – 3. miejsce
12. Kitzbühel – 21 stycznia 2012 (zjazd) – 3. miejsce
13. Lake Louise – 24 listopada 2012 (zjazd) – 3. miejsce
14. Wengen – 19 stycznia 2013 (zjazd) – 2. miejsce
15. Garmisch-Partenkirchen – 23 lutego 2013 (zjazd) – 3. miejsce
16. Kvitfjell – 2 marca 2013 (zjazd) – 3. miejsce
17. Lake Louise – 30 listopada 2013 (zjazd) – 2. miejsce
18. Wengen – 16 stycznia 2016 (zjazd) – 3. miejsce

- W sumie (6 zwycięstw, 7 drugich i 11 trzecich miejsc)